# Reinhold Nordmann
Reinhold Nordmann (* 7. Juni 1948) ist ein ehemaliger deutscher Fußballspieler. Nach seiner aktiven Karriere, während der der Mittelfeldspieler in der 2. Bundesliga für den VfL Osnabrück in 175 Ligaspielen aktiv war und dabei 24 Tore erzielt hatte, war er als Trainer im Amateurbereich tätig.

## Sportlicher Werdegang
Nordmann spielte Anfang der 1970er Jahre für Union Ohligs in der seinerzeit drittklassigen Verbandsliga Niederrhein. Als Meister der Spielzeit 1972/73 nahm die von Horst Stockhausen trainierte Mannschaft an der Aufstiegsrunde zur zweitklassigen Regionalliga West teil, wo ein dritter Tabellenplatz zum Aufstieg reichte. In der letzten Regionalliga-Spielzeit vor Einführung der 2. Bundesliga reichte es für den im Saisonverlauf in OSC Solingen umbenannten Klub nur zum 15. Tabellenplatz, der den direkten Wiederabstieg bedeutete.
Nordmann wechselte im Sommer 1974 zum VfL Osnabrück, der sich als Tabellendritter der Regionalliga Nord für die 2. Bundesliga qualifiziert hatte. Dort war er in den folgenden fünf Spielzeiten Stammspieler um kam zu 175 Einsätzen in der zweithöchsten Spielklasse. In der Spielzeit 1975/76 spielte die Mannschaft zeitweise um den Aufstieg in die Bundesliga, landete aber nach einer Durststrecke am Saisonende (inkl. 1:2-Heimniederlage gegen den Zweitligameister Tennis Borussia Berlin) nur auf dem sechsten Tabellenplatz. Während der Klub in der Folge in der Meisterschaft nach hinten abrutschte, ließ er im DFB-Pokal aufhorchen. In der Ausgabe 1976/77 wurde der Bundesligist Borussia Dortmund mit 3:1 nach Verlängerung geschlagen, im DFB-Pokal 1978/79 sogar der FC Bayern München im heimischen Olympiastadion München mit einem 5:4-Erfolg besiegt. In beiden Spielen stand Nordmann in der Startformation und erzielte jeweils ein Tor: beim Dortmundspiel den Treffer zur 2:1-Führung in der Verlängerung, in München erzielte er kurz vor der Halbzeitpause die zwischenzeitliche 3:2-Führung.
1979 beendete Nordmann seine aktive Laufbahn und konzentrierte sich auf das von ihm geleitete Autohaus. Später trainierte er die Amateurklubs Rot-Weiß Damme (Spielertrainer an der Seite von u. a. Ex-Osnabrück-Mitspieler Günter Wulftange), SV Atter und SV Harderberg. Zusammen mit seinem Sohn war er Jugendtrainer bei Eintracht Neuenkirchen, wo er seine beiden Enkel trainierte. Nach dem Tod seiner Ehefrau zog er 2015 ins thüringische Suhl, wo er zeitweise den 1. Suhler SV trainierte.
Aufgrund seiner Erzählungen von seinem Ohlingser Trainer Stockhausen erhielt Nordmann zu Osnabrücker Zeiten den Spitznamen „Stocki“.